# Dampsmesnil
Dampsmesnil är en kommun i departementet Eure i regionen Normandie i norra Frankrike. Kommunen ligger i kantonen Écos som tillhör arrondissementet Les Andelys. År 2018 hade Dampsmesnil 198 invånare.

## Befolkningsutveckling
Antalet invånare i kommunen Dampsmesnil
Referens:INSEE